# Hinrich Romeike
Hinrich Peter Romeike (Hamburgo, 26 de mayo de 1963) es un jinete alemán que compitió en la modalidad de concurso completo.
Participó en dos Juegos Olímpicos de Verano, obteniendo dos medallas de oro en Pekín 2008, en las pruebas individual y por equipos (junto con Peter Thomsen, Frank Ostholt, Andreas Dibowski e Ingrid Klimke), y el cuarto lugar en Atenas 2004, por equipos.
Ganó una medalla de oro en el Campeonato Mundial de Concurso Completo de 2006 y una medalla de bronce en el Campeonato Europeo de Concurso Completo de 2005.

## Palmarés internacional
| Juegos Olímpicos   | Juegos Olímpicos       | Juegos Olímpicos  | Juegos Olímpicos |
| Año                | Lugar                  | Medalla           | Categoría        |
| ------------------ | ---------------------- | ----------------- | ---------------- |
| 2008               | Hong Kong (China)      | Medalla de oro    | Individual       |
| 2008               | Hong Kong (China)      | Medalla de oro    | Por equipos      |
| Campeonato Mundial |                        |                   |                  |
| Año                | Lugar                  | Medalla           | Categoría        |
| 2006               | Aquisgrán (Alemania)   | Medalla de oro    | Por equipos      |
| Campeonato Europeo |                        |                   |                  |
| Año                | Lugar                  | Medalla           | Categoría        |
| 2005               | Blenheim (Reino Unido) | Medalla de bronce | Por equipos      |